# Subaru R1
Subaru R1 – miejski samochód osobowy segmentu kei car produkowany w Japonii przez firmę Subaru w latach 2005–2010.
Najmniejszy z ówcześnie dostępnych na rynku pojazdów marki Subaru. Powstał na bazie czterodrzwiowego modelu Subaru R2 zaprezentowanego w 2003 roku. Przeznaczony przede wszystkim na rynek japoński, gdzie segment kei car ze względu na ulgi podatkowe cieszy się dużą popularnością.
Subaru R1 napędzany jest przez czterocylindrowy, szesnastozaworowy silnik benzynowy o pojemności 658 cm³ z systemem zmiany faz rozrządu AVCS i mocy maksymalnej do 64 KM. W sprzedaży dostępne były dwie wersje Subaru R1: przednionapędowa i 4x4.
W 2006 roku model Subaru R1 poddany został modernizacji.

## Wymiary Subaru R1
- długość – 3285 mm
- szerokość – 1485 mm
- wysokość – 1510 mm
- rozstaw osi – 2195 mm

## Wersje rozwojowe
- Subaru R1e – wersja z napędem elektrycznym opracowana przez Tokyo Electric Power Company.